# Dead Set
Dead Set est une série télévisée britannique en un épisode de 45 minutes et quatre épisodes de 25 minutes, créée par Charlie Brooker et diffusée entre le 27 octobre 2008 et le 31 octobre 2008 sur E4.
En France, la série a été diffusée à partir du 17 octobre 2009 sur CinéCinéma Frisson.

## Synopsis
L'action se situe dans la maison de l'émission de télé réalité Big Brother. Elle traite de l'attaque de zombies dans le Royaume-Uni, créant le chaos et coupant par la même occasion les occupants de la maison de Big Brother du monde extérieur.

## Distribution
- Jaime Winstone (VFB : Marcha Van Boven) : Kelly Povell
- Riz Ahmed (VFB : Sébastien Hébrant) : Riq
- Adam Deacon (en) (VFB : Éric Salomone) : Space
- Andy Nyman (VFB : Martin Spinhayer) : Patrick Goad
- Beth Cordingly (en) (VFB : Dominique Wagner) : Veronica
- Warren Brown (VFB : Mathieu Moreau) : Marky
- Kathleen McDermott (en) (VFB : Marie Van R) : Pippa
- Kevin Eldon (en) (VFB : Philippe Résimont) : Joplin
- Raj Ghatak (en) (VFB : Alexandre Crépet) : Grayson
- Chizzy Akudolu (en) (VFB : Nathalie Stas) : Angel
- Liz May Brice (en) (VFB : Ethel Houbiers) : Alex
- Elyes Gabel : Danny
- Shelley Conn (VFB : Guylaine Gibert) : Claire
- Kelly Wenham (en) (VFB : Alexandra Correa) : Chloe
- Jennifer Aries : Sophie
- Davina McCall (VFB : Mélanie Dermont) : elle-même
- Charlie Brooker : un zombie
- Krishnan Guru-Murthy (en) : lui-même
- Marcus Bentley (en) : le narrateur de Big Brother

## Épisodes
| Épisode | Titre                                                 | Diffusion originale | Audience  |
| --- | ----------------------------------------------------- | ------------------- | --------- |
| 1 | Un soir de prime (Outbreak)                           | 27 octobre 2008     | 1 465 000 |
| Lors d'un soir de prime time de la version britannique de l'émission Big Brother, des émeutes se déclenchent un peu partout dans le pays. La diffusion pourrait être interrompue mais le producteur, Patrick, tient à organiser l'émission et l'ordonne à ses assistantes, Claire et Kelly. Davina McCall assure donc le show et prépare l'éviction d'un des candidats, sans savoir que les émeutes sont en fait dues à une invasion zombie à l'échelle mondiale. |                                                       |                     |           |
| |                                                       |                     |           |
| 2 | La Propagation (Can the Housemates Keep Angel Alive?) | 28 octobre 2008     | 1 038 000 |
| Riq est sauvé par Alex, une autre survivante. Patrick et Pippa sont coincés dans un petit salon, alors que Davina, devenue zombie, les empêche de s'échapper. Les candidats sont donc seuls capables de sauver Angel, mordue, et doivent sortir chercher du matériel médical. |                                                       |                     |           |
| |                                                       |                     |           |
| 3 | L'Expédition (Live Feed)                              | 29 octobre 2008     | 842 000   |
| Kelly, Marky et Space atteignent le supermarché mais ils sont braqués par deux policiers en panique. Grayson garde toujours Angel, de plus en plus mal en point. Dans la maison abandonnée, Riq voit que la chaine en continu Big Brother diffuse toujours. |                                                       |                     |           |
| |                                                       |                     |           |
| 4 | L'État de siège (Running)                             | 30 octobre 2008     | 907 000   |
| Riq veut rejoindre Kelly par la rivière. Patrick et Pippa parviennent à tuer la Davina zombie et rejoindre la régie du plateau, où ils contactent les résidents et essaient d'organiser un plan de sortie. |                                                       |                     |           |
| |                                                       |                     |           |
| 5 | Pandémie (A Way Out)                                  | 31 octobre 2008     | 705 000   |
| Riq rejoint le studio et Kelly, ce qui convainc Patrick qu'il y a un moyen de s'échapper. Les autres refusent de prendre le risque et de se laisser envahir par la horde de zombies derrière la grille. |                                                       |                     |           |